# Корюкино
Корюкино — деревня в Вологодском районе Вологодской области на реке Лапач.
Входит в состав Сосновского сельского поселения, с точки зрения административно-территориального деления — в Сосновский сельсовет.
Расстояние по автодороге до районного центра Вологды — 26,5 км, до центра муниципального образования Сосновки — 7 км. Ближайшие населённые пункты — Бабцыно, Починок-2, Язвицево, Терпелка, Ерофейка, Новый Источник, Авдотьино, Лапач, Стризнево.
По данным переписи в 2002 году постоянного населения не было.